# Darkness on the Edge of Town
| Recensione | Giudizio    |
| ---------- | ----------- |
| Ondarock   | Consigliato |
| AllMusic   |             |

Darkness on the Edge of Town è il quarto album in studio di Bruce Springsteen, pubblicato nel 1978. dalla CBS Records.
L'album è stato inserito alla posizione 151 della lista dei 500 migliori album secondo Rolling Stone.

## Storia
Mentre gran parte dei critici musicali aspettava l'uscita di questo disco per confermare o rigettare il successo raggiunto con il precedente album Born to Run, Springsteen ritardò per qualche tempo l'uscita dello stesso, dedicandosi a concerti. Anche a causa di problemi giudiziari tra lui e il vecchio manager Mike Appel, la casa discografica gli impedì di entrare in studio per quasi un anno.
L'album venne registrato dopo una serie di controversie legali tra Springsteen e il suo ex manager Mike Appel, durante le sessioni a New York City con la E Street Band dal giugno 1977 al marzo 1978. Springsteen e Jon Landau hanno coprodotto, con l'assistenza del compagno di band Steven Van Zandt.
Per i testi e la musica dell'album, Springsteen si è ispirato a fonti diverse come i romanzi di John Steinbeck, i film di John Ford, il punk rock e la musica country. Musicalmente l'album elimina la produzione Wall of Sound del suo predecessore, Born to Run per un suono hard rock più grezzo che enfatizza la band nel suo insieme. I testi si concentrano su personaggi sfortunati che combattono contro probabilità schiaccianti. Rispetto ai precedenti dischi di Springsteen, i personaggi sono più vecchi e le canzoni sono meno legate alla zona di Jersey Shore.
Gli outtakes delle sessioni di registrazione furono dati ad altri artisti, conservati per il prossimo album di Springsteen, The River, o successivamente pubblicati su compilation.

## Copertina
La foto di copertina di Springsteen è stata scattata da Frank Stefanko nella sua casa nel New Jersey.

## Accoglienza
Pubblicato tre anni dopo Born to Run, Darkness non vendette come il suo predecessore ma raggiunse il quinto posto negli Stati Uniti, mentre i suoi singoli " Prove It All Night ", " Badlands " e " The Promised Land " ebbero un'accoglienza modesta. Springsteen promosse l'album durante il Darkness Tour , il suo più grande tour fino a quel momento. Al momento della pubblicazione, i critici hanno elogiato la musica e le performance dell'album ma erano divisi sul contenuto dei testi. Venne inserito nelle liste di diversi critici classificando i migliori album dell'anno.
Nei decenni successivi ha attirato consensi come uno dei migliori lavori di Springsteen e uno che ha anticipato i dischi successivi. Da allora è apparso in vari elenchi professionali dei più grandi album di tutti i tempi. Darkness è stato ristampato nel 2010, accompagnato da un documentario che descrive in dettaglio la realizzazione dell'album.

## Brani
Il suono pulito, gli accordi decisi e nitidi, si discostano dalla compattezza e dalla corposità di Born To Run. Una drammaticità intensa e sincera fanno di Darkness on the edge of town un'ennesima pietra miliare della musica di quegli anni. C'è uno Springsteen cupo, ma intenso, ci sono canzoni viscerali, canzoni che sanno di disperazione e disincanto. L'esaltante Badlands dà la scossa all'intero disco che si chiude in modo scarno e riflessivo con la title track dell'album. In mezzo la ballata Factory, l'intensa Something In The Night e l'inno The Promised Land e la splendida Racing In The Street. Tutti brani che andranno a formare l'ossatura degli show springsteeniani dei successivi dieci anni. L'immenso tour (179 date), che divora tutti gli States, risulterà il migliore per intensità ed energia dell'intera carriera di Springsteen (dal quale nascono boots imperdibili e storici come Winterland, Passaic o Agora Night).
Per quanto musicalmente appena più melodioso e riflessivo, il disco riscosse lo stesso successo del precedente. I testi, più maturi, sono molto più crudi e meno speranzosi: i personaggi tratteggiati cercano la terra promessa in una America che ha deluso. I testi contengono sempre più riferimenti biblici che stridono con le storie di persone comuni, operai e perdenti.

## Tracce
Testi e musiche di Bruce Springsteen.
Lato A
1. Badlands – 4:04
2. Adam Raised a Cain – 4:34
3. Something in the Night – 5:14
4. Candy's Room – 2:48
5. Racing in the Street – 6:55

Lato B
1. The Promised Land – 4:28
2. Factory – 2:19
3. Streets of Fire – 4:03
4. Prove It All Night – 4:00
5. Darkness on the Edge of Town – 4:29

## Formazione
- Bruce Springsteen - voce, chitarra, armonica a bocca
- Steve Van Zandt - chitarra
- Max Weinberg - batteria
- Clarence Clemons - sassofono, percussioni
- Roy Bittan - pianoforte, tastiera
- Danny Federici - organo, tastiera
- Garry Tallent - basso

## Classifiche
| Classifica (1978) | Posizione massima |
| ----------------- | ----------------- |
| Australia         | 9                 |
| Canada            | 7                 |
| Francia           | 14                |
| Giappone          | 33                |
| Norvegia          | 12                |
| Nuova Zelanda     | 11                |
| Paesi Bassi       | 4                 |
| Regno Unito       | 14                |
| Stati Uniti       | 5                 |
| Svezia            | 9                 |